# King Britt
King Britt (født 1968) er en amerikansk DJ og musikproducer.
King Britt begyndte sin karriere i 1990 i Philadelphia, hvor han optrådte i en række klubber. Han samarbejdede med Josh Wink, med hvem han udgav sin første udgivelse "Tribal Confusion". I 1992 begyndte han at turnere med den Grammy Award-belønnede gruppe Hip Hop-Jazz gruppe Digable Planets, der bl.a. spillede opvarmning for Sade under en tre måneder lang turne. I 1994 grundlagde Britt med Josh Wink pladeselskabet Ovum Recordings, der hvis første udgivelse var en indspilning/produktion af King og Ursula Rucker under navnet "Supernatural". Ovum Recordings er fortsat aktivt, men King forlod selskabet i 2001.
King Britt modtog "Pew Fellowship in the Arts" for komposition i 2007.

## Diskografi
- 1998: When the Funk Hits the Fan
- 1998: The remixes
- 1998: Swell
- 2001: Re-Members Only
- 2001: The Philadelphia Experiment Remixed
- 2002: Hidden Treasures by Scuba
- 2002: Black to the Future
- 2002: "Cosmoafrique" by ObaFunke
- 2003: Adventures In Lo-Fi (BBE Records)
- 2005: Late Night with King Britt
- 2005: King Britt Presents: Sister Gertrude Morgan
- 2006: Nova Dream Sequence: Interpretations
- 2007: Cosmic Lounge
- 2007: This Is King Britt
- 2009: Deep And Sexy 4
- 2010: The Intricate Beauty
- 2011: "Yesterday's Machine" by Saturn Never Sleeps
- 2014: "The Phoenix" by Fhloston Paradigm